# راه قدیمی
راه قدیمی (به انگلیسی: The Old Way) یک فیلم وسترن آمریکایی محصول سال ۲۰۲۳ به کارگردانی برت دونوهو، بر اساس فیلمنامه‌ای از کارل دبلیو لوکاس، با بازی نیکلاس کیج در نقش یک مرد مسلح بازنشسته در ماموریت یافتن قانون‌شکنی‌هایی است که همسرش را کشتند.
این فیلم در ۶ ژانویه ۲۰۲۳ توسط صبان فیلمز اکران شد و نقدهای متفاوتی از سوی منتقدان دریافت کرد.

## طرح داستان
کولتون بریگز تفگ‌چی بازنشسته زندگی آرامی با دخترش دارد، اما زمانی که پسر مردی که سال‌ها پیش او را به قتل رسانده‌بود برای انتقام گرفتن از راه می‌رسد، باید با گذشته‌اش روبرو شود.

## بازیگران
- نیکلاس کیج در نقش کولتون بریگز
- رایان کیرا آرمسترانگ در نقش بروک
- شایلو فرناندز در نقش بوتس
- نوحا له گروس در نقش جیمز مک‌آلیستر
- نیک سیرسی در نقش مارشال جارت
- آبراهام بنرابی در نقش بیگ مایک
- کلینت هاوارد در نقش یوستیس
- کری کنپه در نقش روث بریگز
- آدام لازار وایت در نقش گرِگ
- کریگ برانهام در نقش آرنی
- بیو لینل در نقش مارک

## تولید
فیلمبرداری در سال ۲۰۲۱ در مونتانا انجام شد. در ژانویه ۲۰۲۲، صبان فیلمز حقوق پخش فیلم را به دست آورد.

## بازخورد
در وبگاه جمع‌آوری نقد راتن تومیتوز، ٪۳۳ از ۵۴ بررسی منتقدان مثبت است و میانگینِ امتیاز آن ۵٫۱/۱۰ است. اجماع این وبگاه چنین می‌نویسد: «نخستین وسترن نیکلاس کیج ممکن است کمی تغییر ژانر برای این بازیگر پرکار باشد، اما از بسیاری جهات، این صرفاً بازگشتی به راه قدیمی او برای انتخاب نقش‌هایی در پروژه‌های ناامیدکننده را نشان می‌دهد.» این فیلم در متاکریتیک که از میانگین وزنی استفاده می‌کند، بر اساس نظر ۱۴ منتقدین امتیاز ۴۳ از ۱۰۰ را کسب کرده که نشان‌گر «نقدهای مختلط یا متوسط» است.